# Marie-Amélie d'Autriche (1780-1798)
Pour les articles homonymes, voir Marie-Amélie d'Autriche (1701-1756) et Marie-Amélie d'Autriche (1746-1804).
L'archiduchesse Marie Amélie d'Autriche (Maria Amalia Josephe Johanna Catherine-Thérèse; 15 octobre 1780 - 25 décembre 1798) est une archiduchesse d'Autriche par la naissance.

## Biographie
Marie Amélie est la fille de l'empereur Léopold II (1747-1792) et son épouse Marie-Louise d'Espagne. Elle est née à Florence, la capitale de la Toscane, où son père a régné comme grand-Duc de 1765 à 1790. Son père est un fils de l'impératrice Marie-Thérèse, "la Grande" - qui meurt six semaines après la naissance de sa petite-fille. Sa mère est la fille du roi Charles III d'Espagne. Ses parrains sont le cousin de sa mère, Ferdinand, Duc de Parme, et son épouse, une sœur de son père, Marie-Amélie d'Autriche.
Elle est la nièce de la reine reine de Naples et de Sicile, Marie-Caroline et de la reine de France, Marie-Antoinette.
Elle a une enfance heureuse entourée de ses nombreux frères et sœurs. Comme ses frères et sœurs, Marie Amélie reçoit une éducation que peu d'enfants royaux ont : ils sont effectivement élevés par leurs parents plutôt que par un cortège de serviteurs, sont largement tenus à l'écart de tout cérémonial de la vie de la cour et apprennent à vivre simple, naturelle et modeste.
En 1788, son frère aîné François termine son éducation à Vienne auprès de son oncle l'empereur Joseph II à qui il devait succéder. Il épouse la princesse Élisabeth de Wurtemberg en 1788 mais la jeune princesse meurt en 1790 en mettant son premier enfant au monde. Son oncle l'empereur Joseph II meurt peu après et son père devient empereur. La famille quitte la Toscane et s'installe à Vienne. Son frère François est très vite remarié à une cousine, fille du roi et de la reine de Naples qui donne très vite des enfants à la couronne. L'empereur Léopold II meurt au début de l'année 1792 et François devient empereur à l'âge de 24 ans.
En France, une révolution a éclaté. Après avoir déclaré la guerre à l'Autriche, la monarchie est renversée en 1792. Le roi et la reine de France, oncle et tante de l'archiduchesse Marie-Amélie, leurs enfants ainsi que la sœur du roi sont emprisonnés dans des conditions de plus en plus difficiles. Le roi, la reine, la sœur du roi sont successivement condamnés à mort et exécutés en 1793 et 1794. Tandis que le fils du couple royal meurt de consomption dans une geôle, la fille des souverains déchus, qui n'a que quelques mois de plus que l'archiduchesse Marie-Amélie, est échangée contre des prisonniers Français et arrive à Vienne en 1795. La jeune princesse refuse d'épouser un frère de l'archiduchesse Marie-Amélie "ennemi de son pays". La même année, l'archiduchesse perd un de ses frères, l'archiduc Alexandre Léopold d'Autriche, tué accidentellement en préparant un feu d'artifice tandis qu'un autre de ses frères l'archiduc Charles-Louis d'Autriche se couvre de gloire en combattant la France révolutionnaire. L'archiduchesse mourut célibataire à l'âge de seulement 18 ans à Vienne.